# Palau Cavalli
El Palau Cavalli o Palau Corner Martinengo és un edifici de Venècia, situat al districte de San Marco i amb vistes al Gran Canal.

## Història
Construït al segle XVI i remodelat els segles següents, el palau Cavalli és conegut per haver acollit, al segle XIX, l'escriptor James Fenimore Cooper.
Va ser propietat de la família Rava de Venècia des de principis del segle XX fins al 1957, quan va ser adquirida i completament restaurada pel Dr. Ennio Forti, empresari i cavaller del treball, que hi va viure durant trenta anys abans de vendre-la a l'Ajuntament de Venècia el 1989. Actualment és la seu del Centre de Previsió i Informes de Marees del municipi de Venècia i un lloc per a casaments.

## Arquitectura
La façana, clàssica del segle XVI, té tres plantes.
La planta baixa té dos portals sobre una petita base amb vistes al canal.
Les dues plantes principals, que sobresurten de la planta baixa, estan embellides per dues finestres quadrifores d'arc de mig punt amb balustrades, flanquejades per tres finestres monófores a cada costat amb ampits.
Un petit àtic amb terrassa, d'època més recent, es troba a la part central de la part superior de l'edifici, per sobre de la fina cornisa dentada que recorre les golfes.
Al costat que dona al carrer, el palau conserva un antic liagò de fusta, una clàssica loggia adossada, típica de l'arquitectura noble veneciana, de la qual es conserven pocs exemples.

## Centre de previsió i informes de marees
A principis dels anys setanta, el municipi de Venècia va establir el primer servei d'observació de marees, per senyalitzar, amb una sirena col·locada al campanar de Sant Marc, l'aproximació d'esdeveniments greus causats per l'acqua alta. El 1980, després de les inundacions de 1979, es va establir el nou servei del Centre de Previsió i Informes de Marees, amb la tasca de garantir als ciutadans la màxima informació sobre la marea i un servei d'alarma eficaç i oportú, en cas d'acqua alta excepcional. Per dur a terme aquestes tasques, el Centre s'ha anat enriquint progressivament amb sistemes cada cop més perfeccionats, assolint un nivell de rendiment notable en el seguiment, la previsió i la informació.